# 凤头麦鸡饶氏吸虫
凤头麦鸡饶氏吸虫（学名：Lutztrema vanelli）为双腔科饶氏属的动物。在中国大陆，分布于吉林海龙等地，营寄生生活，终末宿主凤头麦鸡肝胆管。该物种的模式产地在吉林海龙。